# The Boss (Rick Ross)
The Boss è un singolo del rapper statunitense Rick Ross, pubblicato nel 2008 e interpretato insieme a T-Pain. Il brano è stato estratto dall'album Trilla.
Nel brano è presente un sample tratto da Paul Revere dei Beastie Boys, canzone del 1986.

## Tracce
- Download digitale

1. The Boss (featuring T-Pain) – 3:45